# Tiếng Anh Úc
Tiếng Anh Úc (Australian English, AuE; en-AU) là phương ngữ tiếng Anh được nói tại Úc. Mặc dù không có địa vị chính thức trong Hiến pháp Úc, tiếng Anh Úc là ngôn ngữ quốc gia và chính thức trên thực tế vì đây là ngôn ngữ thứ nhất của phần lớn dân cư.
Tiếng Anh Úc bắt đầu chuyển từ tiếng Anh Anh sau cuộc định cư đầu tiên, những người thành lập thuộc địa New South Wales, đến đây vào năm 1788. Đến năm 1820, giọng nói của họ được nhận ra là khác với tiếng Anh Anh. Tiếng Anh Úc phát sinh từ sự xen lẫn của những người định cư ban đầu, những người đến từ nhiều vùng phương ngữ thông hiểu lẫn nhau của Vương quốc Anh và Ireland, và nhanh chóng phát triển thành dạng tiếng Anh khác biệt với hầu hết các dạng tiếng Anh khác về mặt từ vựng, trọng âm, cách phát âm, âm vực, ngữ pháp và phép chính tả.